# Захидный (Краснодонский городской совет)
Захидный (укр. Західний, представители ЛНР используют вариант Западный, что является переводом украинского названия) — посёлок, относится к Краснодонскому городскому совету Луганской области Украины. Де-факто с 2014 года населённый пункт контролируется самопровозглашённой Луганской Народной Республикой.

## География
В 2,1 км к северо-востоку от посёлка проходит граница между Украиной и Россией, которая проходит по окраине российского города Донецка. Соседние населённые пункты: посёлок Урало-Кавказ на севере (окраины населённых пунктов разделяет 0,3 км), города Суходольск на северо-западе (7 км), Краснодон на западе и юго-западе (2 км), посёлок Поречье на юге (2 км), село Власовка и посёлок Изварино на юго-востоке (6 км).

## Общие сведения
Занимает площадь 0,485 км². Почтовый индекс — 94442. Телефонный код — 6435. Код КОАТУУ — 4411447101.

## Население
Население по переписи 2001 года составляло 395 человек.

## Местный совет
94440, Луганская обл., Краснодонский городской совет, пгт. Урало-Кавказ, ул. Горького, 39